# Ampuero
Ampuero es un municipio de la comunidad autónoma de Cantabria (España). Limita con los municipios de Limpias, (Angustina) Liendo, Ruesga Junta de Voto, Guriezo y Rasines. Su localización estratégica en el centro de la comarca del Asón-Agüera la ha elevado a cabecera de comarca, poseyendo importantes servicios y un polígono industrial en sus proximidades. Este municipio cuenta con varios atractivos como son: Pesca de trucha y salmón y la respectiva gastronomía, fiesta de la Virgen Niña, declarada de interés turístico regional con los populares encierros taurinos. Tiene una superficie de 32,3 km², y está a una distancia de 55 kilómetros de la capital cántabra, Santander.

## Símbolos
Los símbolos del municipio son la bandera tricolor: amarilla, blanca, azul, y el escudo de armas: De oro, una carabela, sobre ondas de azur y plata; la bordura de gules, cargada de siete lises de plata. El escudo va timbrado con la corona real cerrada.

## Geografía
Tiene una superficie de 32,3 km².
El municipio está situado en la zona oriental de Cantabria, dentro de la comarca de Asón-Agüera. Su emplazamiento en la cuenca bajas del río Asón, facilita el papel de la capital municipal como cabecera comarcal. Su capital dista 55 kilómetros de la capital cántabra, Santander.
| Noroeste: Voto    | Norte: Voto, Limpias y Liendo | Nordeste: Liendo |
| Oeste: Voto       |                               | Este: Guriezo    |
| Suroeste: Rasines | Sur: Rasines                  | Sureste: Rasines |

### Clima
Ampuero se encuentra dentro de la región climática atlántica con un clima similar al de Europa Occidental. Según la clasificación climática de Köppen el clima de Ampuero es de tipo Cfb: clima atlántico, templado y húmedo de veranos suaves.
Los principales rasgos del municipio a nivel general son: Precipitaciones por encima de los 1300 mm al año, especialmente concentradas de finales de otoño a finales de primavera; y cambios de temperatura suaves, con medias ligeramente superiores a los 14 °C y máximas absolutas anuales en torno a los 35 °C.

### Naturaleza
La mayor biodiversidad del municipio se encuentra asociada a los cauces fluviales de los arroyos de Las Toberas y Vallino y el río Asón cuyo curso está declarado Lugar de Importancia Comunitaria (LIC) y su tramo final en el municipio se encuentra protegido dentro del parque natural de las Marismas de Santoña, Victoria y Joyel.
Las especies asociadas a este entorno, como las garzas y aves pescadoras o los salmónidos y demás especies piscícolas comparten espacio con zorros, jabalíes y mustélidos como la comadreja.
Desde el punto de visa de la vegetación, las praderías y el espacio forestal —ocupado principalmente por pinos y eucaliptos— se distribuyen equitativamente por todo el territorio, a excepción de las partes más altas de la sierra de Breñas, donde imperan las landas y matorrales, y las zonas próximas a los núcleos urbanos donde el paisaje se caracteriza por un mosaico de prados y tierras de cultivo.
Más allá de la vegetación propia de la ribera (alisas, avellanos, sauces y tilos) se pueden encontrar varios encinares, el cagaigal de la Bien Aparecida e incluso una muestra de hayas en la base del monte Candiano. Esta riqueza vegetal se completa con diversos árboles singulares, como un pino de Panamá, en Marrón; un roble denominado La Rebollona, junto a la iglesia de Cerbiago; y una encina centenaria en Udalla.
Como lugar de interés y relax se puede visitar el entorno de la presa y su parque.

## Demografía
Ampuero cuenta con una población de 4471 habitantes (INE 2024).
| Gráfica de evolución demográfica de Ampuero entre 1842 y 2021 |
| |
| Población de derecho según los censos de población del INE Población de hecho según los censos de población del INEEntre el censo de 1877 y el anterior, crece el término del municipio porque incorpora a Marrón |

### Núcleo urbano

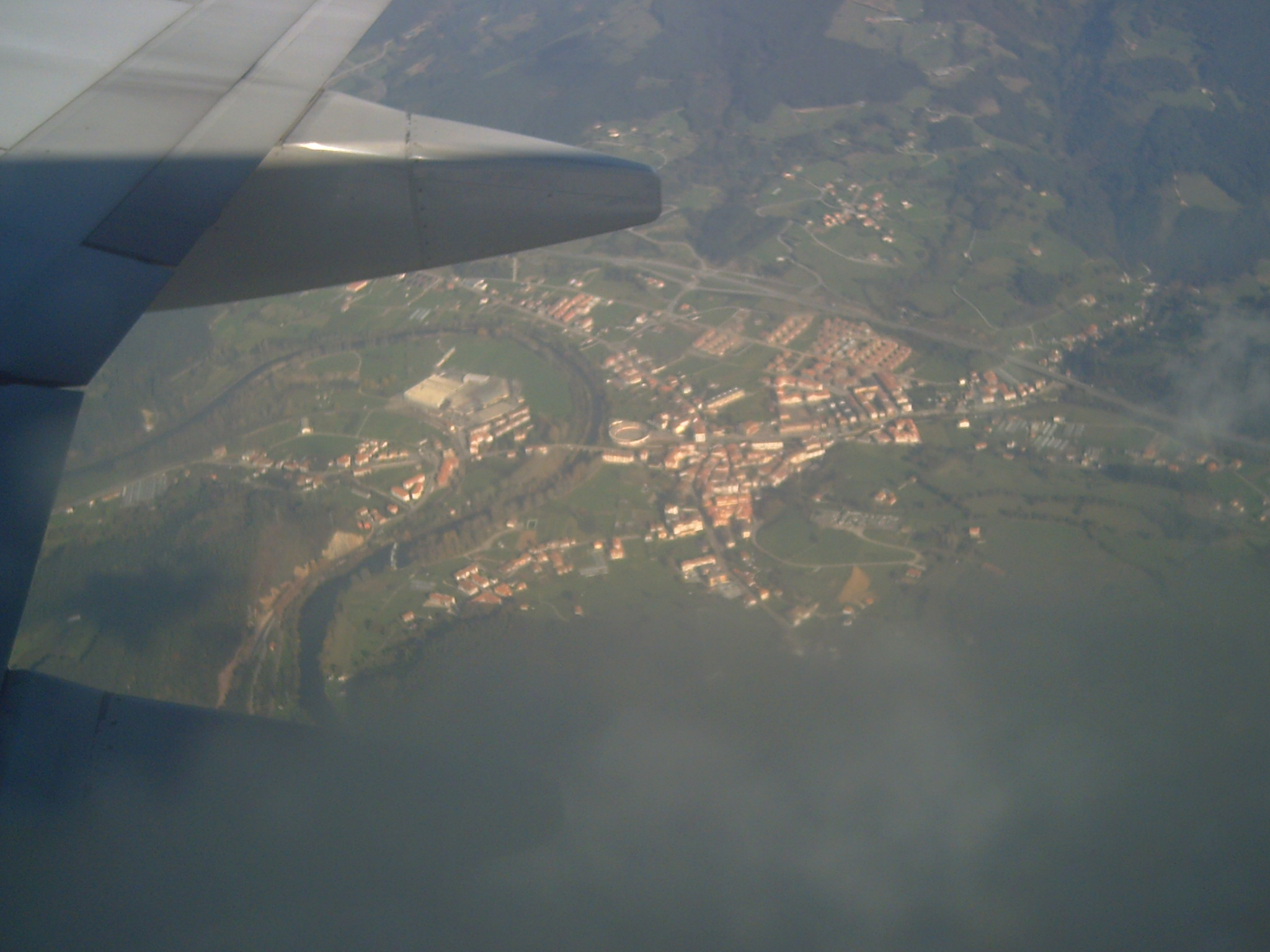
Vista aérea de Ampuero

Ampuero es a su vez la capital del municipio. Está ubicada a orillas del río Ason, a 11 metros sobre el nivel del mar. En el año 2017 contaba con una población de 4222 habitantes.
De la capital destaca la iglesia de Santa María (siglo siglo XVI-XVII), que fue declarada Bien de Interés Local en el año 2002, y las fiestas de La Virgen Niña declarada Fiesta de Interés Turístico Regional en el año 1993.
Dentro del núcleo urbano, Ampuero cuenta con una buena cantidad de establecimientos hosteleros además de entidades bancarias, farmacia, oficina de correos, centro de salud con urgencias 24 horas, panaderías, supermercados, librería, pastelería, taxis, ferreterías, colegio público e instituto, Casa de Cultura, etc.

## Economía
El 7,7 % de la población municipal se dedica al sector primario, el 16,6 % a la construcción, el 31,7 % a la industria y el 44 % al sector servicios.

## Cultura

### Patrimonio

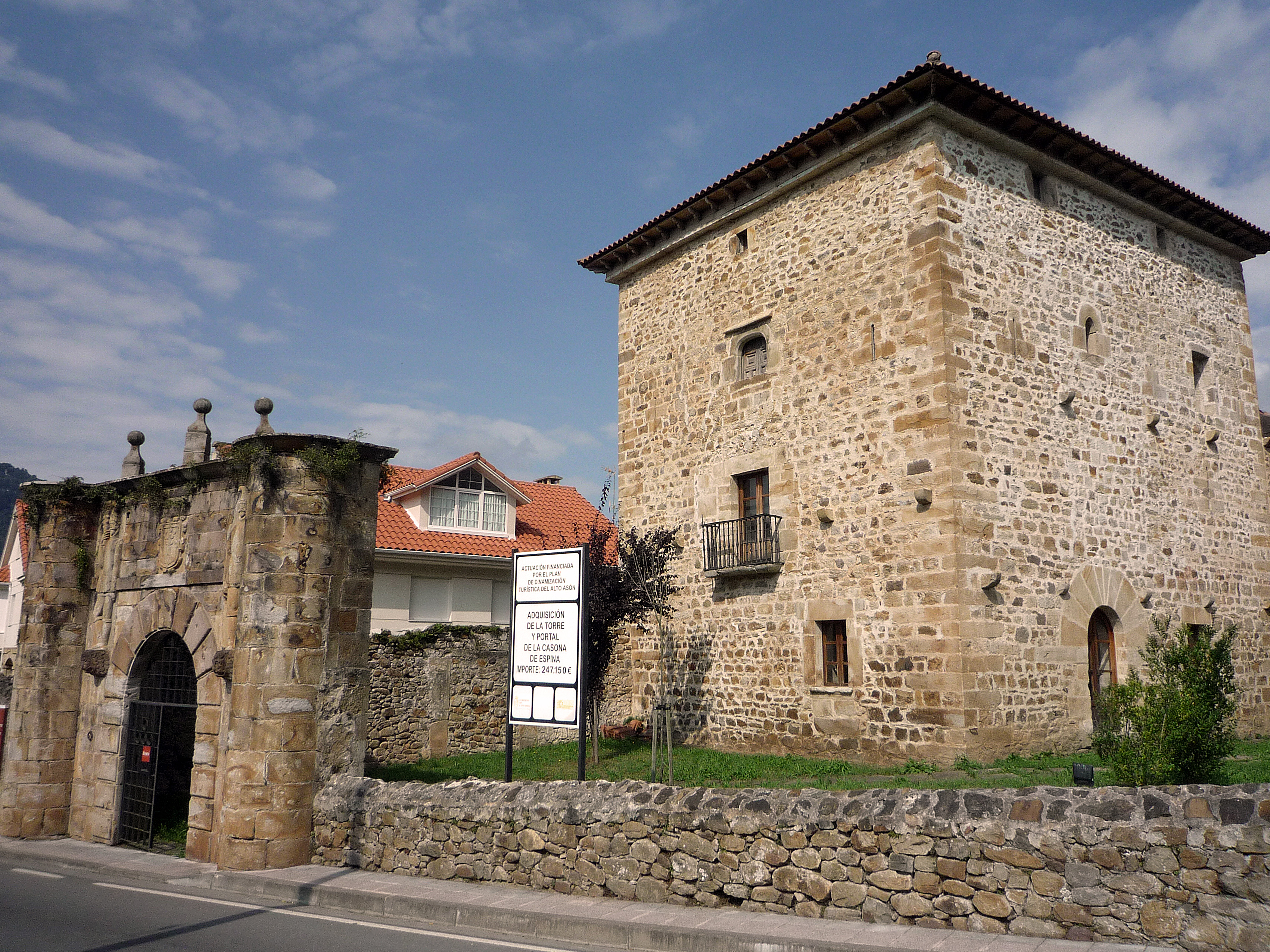
Vista exterior de la torre y la portalada de la Casona de Espina

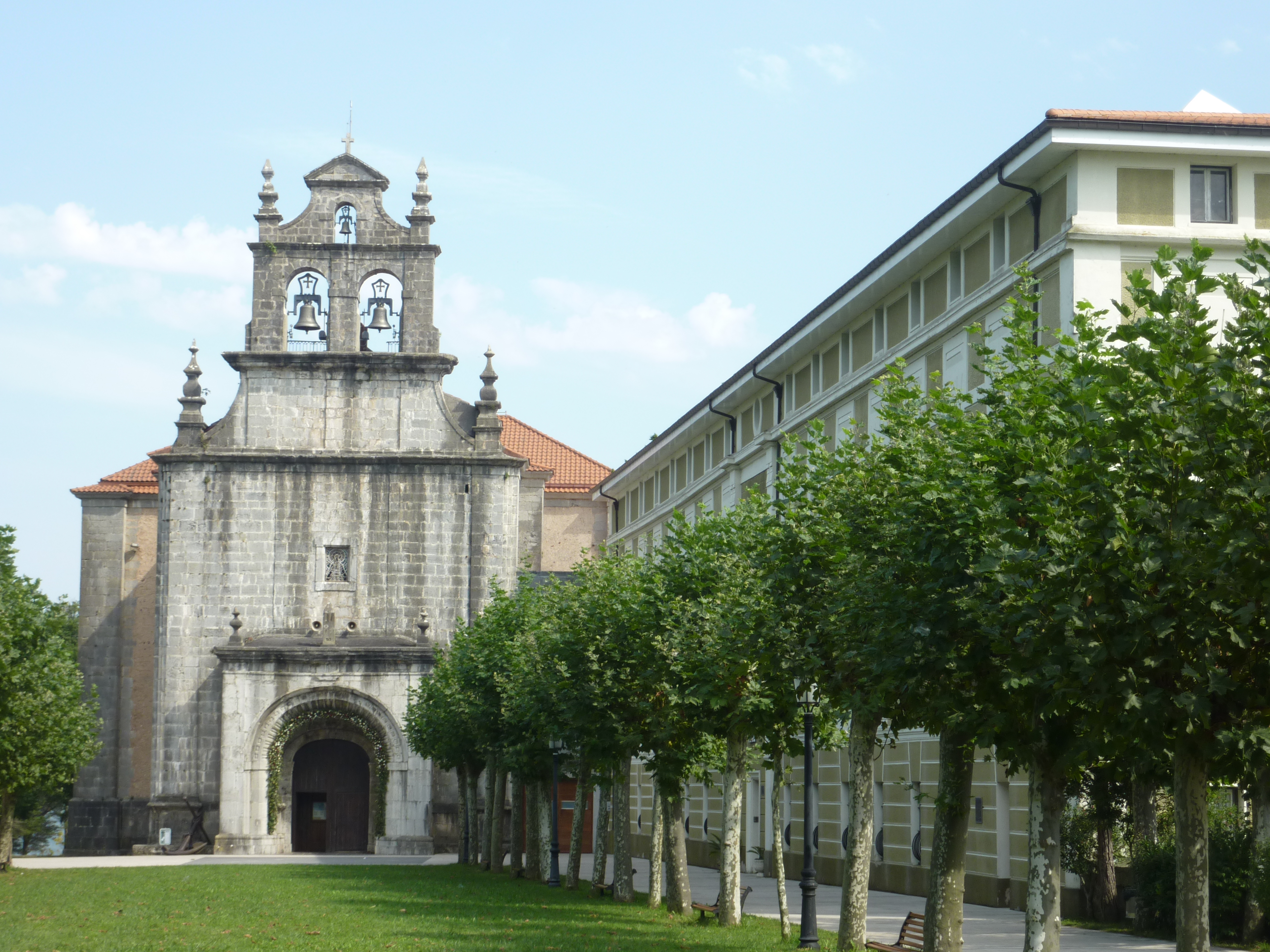
Santuario de la Bien Aparecida

En este municipio destacan los siguientes bienes de interés cultural:
- La iglesia parroquial de Santa Marina, en Udalla, con categoría de Monumento.[10] Se trata de una iglesia gótica de los siglos XIV y XV con dos ábsides semicirculares y dos naves paralelas.
- La Casona de Espina con su torre y portalada, con categoría de Monumento.[11] Se encuentra en el barrio La Bárcena, de planta cuadrada.
- El santuario de la Bien Aparecida, cerca de Hoz de Marrón, con categoría de conjunto histórico, según declaración del año 1983.[12] Se alza sobre un monte y es la patrona de la comunidad autónoma de Cantabria.

Además, hay un bien de interés local, que es la iglesia parroquial de Santa María, y dos bienes inventariados: la ferrería preindustrial o ferrería junto al río Vallino, y el Molino-ferrería en Entrambosríos.
Por último, puede señalarse la típica arquitectura popular serrana con casas con balconadas y miradores y calles empedradas.

### Fiestas

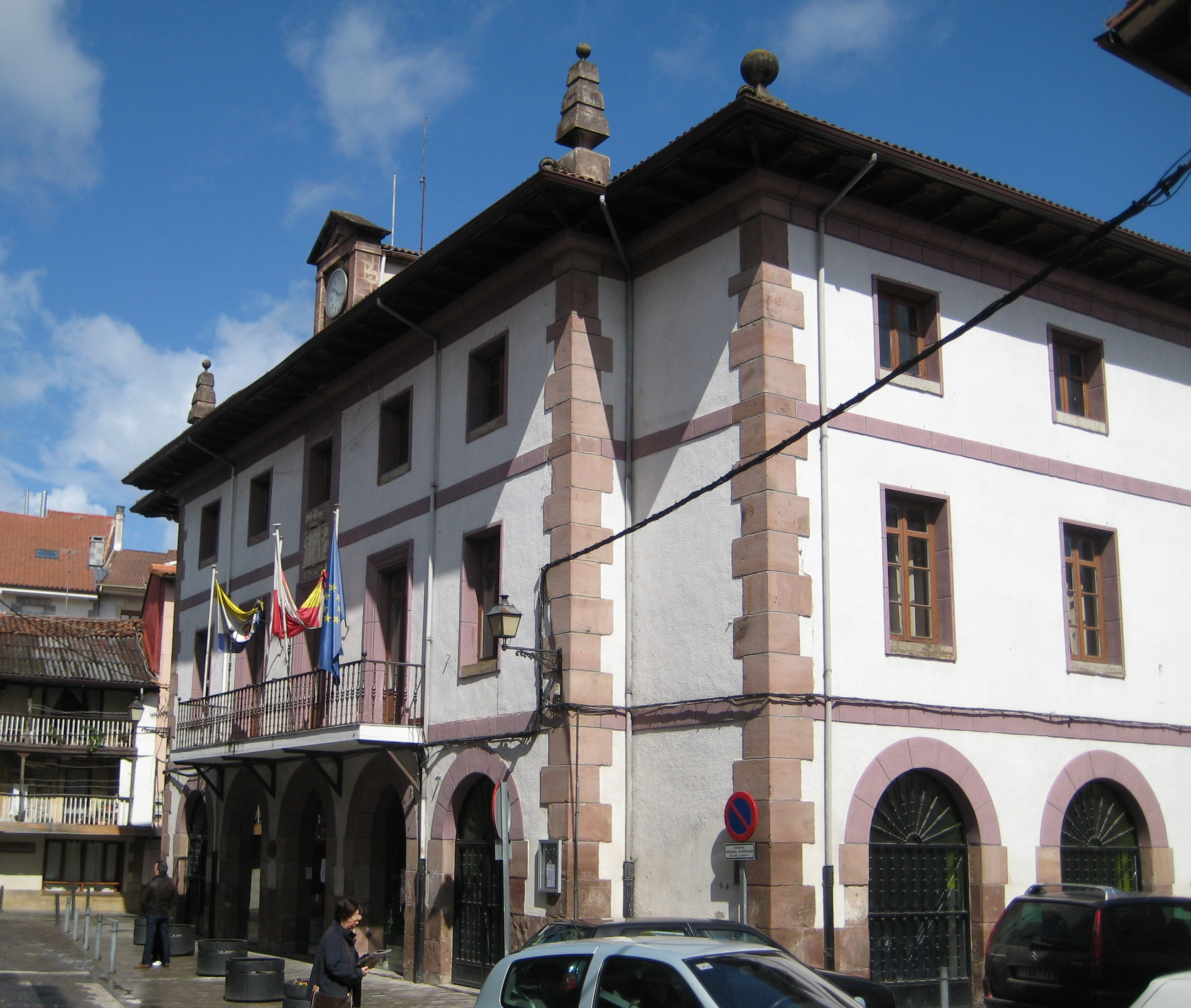
Ayuntamiento de Ampuero

- Durante la última noche del mes de febrero, se celebra Las Marzas. Esta fiesta conmemora la llegada de la primavera.
- 29 de junio, San Pedro (Hoz de Marrón).
- 18 de julio, Santa Marina (Udalla).
- 25 de julio, Santiago (La Bárcena).
- 26 de julio, Santa Ana (Marrón).
- 1 de agosto, San Pedruco (Rascón).
- 7 de agosto, San Mamés (Cerbiago).
- 16 de agosto, San Roque (Udalla).
- 22 de agosto, Virgen del Mar (Marrón).
- 8 de septiembre, La Virgen Niña: Popular fiesta del municipio por la realización de sus encierros de toros. La ceremonia se celebra en la capital municipal Ampuero, y fue declarada Fiesta de Interés Turístico Regional en el año 1993.
- (15 de septiembre), (Bien Aparecida) (Hoz de Marrón): Patrona de Cantabria.
- (21 de septiembre), (Bien Aparecida) (Hoz de Marrón): San Mateo
- 13 de diciembre, Santa Lucía (Bernales).

### Deporte
En la localidad se disputó el Campeonato de España de Ciclismo en Ruta 1980, carrera que se adjudicó Juan Fernández.
En la localidad se disputó el Campeonato de España de Rallys de Montaña en La Bien Aparecida.
La localidad de Ampuero es la meta del Descenso Internacional del Asón, organizado por la Federación Cantabra de Piragüismo y el Ayuntamiento de Ampuero, se disputa anualmente desde 1953 y es una de las competiciones más importantes a nivel regional, nacional e internacional. Ampuero también destaca por sus participaciones en el fútbol, baloncesto y tenis cántabros.

## Administración y política

### Gobierno municipal
| Periodo   | Nombre                            | Partido | Partido                                  |
| --------- | --------------------------------- | ------- | ---------------------------------------- |
| 2003-2011 | María de las Nieves Abascal Gómez |         | Partido Socialista Obrero Español (PSOE) |
| 2011-2019 | Patricio Martínez Cedrún          |         | Partido Popular (PP)                     |
| 2019-2023 | Víctor Gutiérrez                  |         | Partido Socialista Obrero Español (PSOE) |
| 2023-2023 | Patricio Martínez Cedrún          |         | Partido Popular (PP)                     |
| 2023-act. | Amaya Fernández Fernández         |         | Partido Popular (PP)                     |

| Partido político                         | 2023  | 2023  | 2023       | 2019  | 2019  | 2019       | 2015  | 2015  | 2015       | 2011  | 2011  | 2011       | 2007  | 2007  | 2007       | 2003  | 2003  | 2003       |
| Partido político                         | Votos | %     | Concejales | Votos | %     | Concejales | Votos | %     | Concejales | Votos | %     | Concejales | Votos | %     | Concejales | Votos | %     | Concejales |
| Partido Popular (PP)                     | 945   | 37,10 | 4          | 726   | 28,88 | 3          | 802   | 32,58 | 4          | 796   | 30,71 | 4          | 809   | 31,52 | 4          | 933   | 36,49 | 5          |
| Partido Socialista Obrero Español (PSOE) | 854   | 33,52 | 4          | 989   | 39,35 | 5          | 918   | 37,29 | 5          | 893   | 34,45 | 4          | 891   | 34,71 | 4          | 1095  | 42,82 | 5          |
| Partido Regionalista de Cantabria (PRC)  | 691   | 27,12 | 3          | 485   | 19,29 | 2          | 334   | 13,57 | 1          | 478   | 18,44 | 2          | 474   | 18,47 | 2          | 151   | 5,91  | 0          |
| Alternativa Española (AES)               | —     | —     | —          | 262   | 10,42 | 1          | 222   | 9,02  | 1          | 147   | 5,67  | 0          | —     | —     | —          | —     | —     | —          |
| Izquierda Unida (IU)                     | —     | —     | —          | —     | —     | —          | 67    | 2,72  | 0          | —     | —     | —          | —     | —     | —          | 185   | 7,24  | 1          |
| Independientes de Ampuero (IDA)          | —     | —     | —          | —     | —     | —          | —     | —     | —          | 221   | 8,53  | 1          | 260   | 10,13 | 1          | —     | —     | —          |

### Organización territorial
- Ahedo
- Alisas
- Ampuero (capital)
- La Aparecida
- La Bárcena
- Bernales
- Bulco
- El Camino
- Cerbiago
- Coterillo
- Las Entradas
- Las Garmillas
- Hoz de Marrón
- Marrón
- El Perujo
- Pieragullano
- Rascón
- Regada
- Rocillo
- Santisteban
- Solamaza
- Tabernilla
- Udalla
- Vear de Udalla

## Localidades hermanadas
- Eauze, Francia[17]

## Personas destacadas
- Alfredo Irusta (1934), exciclista profesional de 1960 a 1972, tres veces campeón de España en la modalidad de ciclocrós.
- Juan Manuel Santisteban (1944-1976), ciclista profesional fallecido en el Giro de 1976.
- Chiri (1959), exfutbolista profesional del Real Racing Club de Santander, entre otros equipos, y actual entrenador.
- Íñigo Sainz-Maza, futbolista profesional formado en el Real Racing Club de Santander.
- José Obrador Revuelta, Nativo de Ampuero y más tarde se convertiría en el abuelo materno del presidente Mexicano Andrés Manuel López Obrador.